# Anomala rubida
Anomala rubida är en skalbaggsart som beskrevs av Carsten Zorn 2011. Anomala rubida ingår i släktet Anomala och familjen Rutelidae. Inga underarter finns listade i Catalogue of Life.